# Джервін Анкахас
Джервін Джунтілла Анкахас (народився 1 січня 1992) — філіппінський професійний боксер. З 2016 по 2022 рік він володів титулом IBF у другій найлегшій вазі .